# Réserve naturelle régionale des coteaux du Pont-Barré
La réserve naturelle régionale des coteaux du Pont-Barré (RNR58) est une réserve naturelle régionale située en Pays de la Loire. Classée en 2009, elle protège un coteau bordant la vallée du Layon. Elle occupait initialement une surface de 8,52 hectares mais en septembre 2023, une extension de périmètre porte la surface à 27,40 hectares.

## Localisation

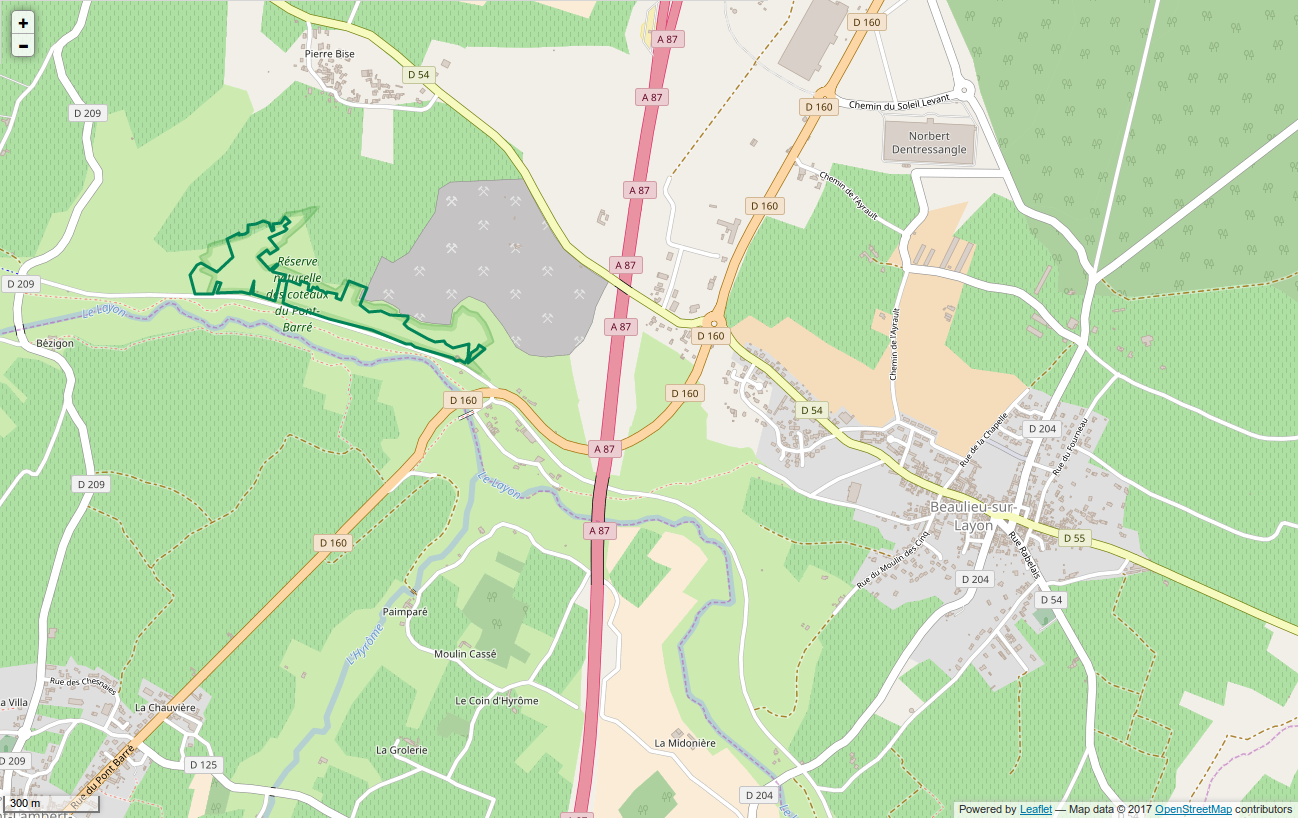
Périmètre de la réserve naturelle.

Le territoire de la réserve naturelle est dans le département de Maine-et-Loire, sur la commune de Beaulieu-sur-Layon à 25 km au sud d'Angers. Il surplombe la vallée du Layon et ses vignobles.

## Histoire du site et de la réserve
Le site est connu depuis le milieu du XXe siècle par les travaux du chanoine Robert Corillion (1908-1997), botaniste qui a remarqué sa grande richesse floristique. En 1961, il fit d'ailleurs l'acquisition d'une parcelle et la fit classer en réserve naturelle volontaire en 1984.

## Écologie (biodiversité, intérêt écopaysager…)
Le relief du site provient de la complexité géologique liée au contact de roches acides et basiques. L'exposition au sud et la faible pluviométrie expliquent la présente d'espèces végétales d'affinité méridionale. On y trouve des milieux très variés : landes et pelouses, boisements, friches, fruticées et milieux humides.

### Flore
Les inventaires floristiques comptent plus de 400 espèces végétales avec 50 espèces vulnérables dont 9 sont protégées comme la Gagée de Bohème, la Tulipe sauvage (Tulipa sylvestris subsp. australis) ou la Rose de France. Parmi les espèces d'intérêt patrimonial, on trouve l'Hélianthème nummulaire, la Laitue pérenne ou le Lin de France.

### Faune
Les coteaux abritent une riche faune entomologique liée à la variété botanique et aux conditions climatiques. On trouve par exemple parmi les orthoptères le Criquet à ailes rouges. D'autres insectes remarquables comme la Cigale argentée, la Cigale des montagnes et l'Ascalaphe ambré sont présents. On trouve aussi 87 espèces de papillons dont l'Azuré bleu céleste, la Piéride de l’Ibéride et l'Azuré du serpolet.

## Intérêt touristique et pédagogique
Des sentiers de randonnées permettent de parcourir le site.

## Administration, plan de gestion, règlement
La réserve naturelle est gérée par la LPO Anjou.

### Outils et statut juridique
La réserve naturelle a été créée par une délibération du Conseil régional du 14 décembre 2009 et inaugurée le 29 juin 2010. Une extension de périmètre a eu lieu le 22 septembre 2023.